# Тодор Попов (кмет на Пазарджик)
Вижте пояснителната страница за други личности с името Тодор Попов.
Тодор Димитров Попов е български политик и адвокат, кмет на Пазарджик от 2007 г. до 2023 г.

## Биография
Тодор Попов е роден на 26 декември 1967 г. в град Пещера, Народна република България. Завършва специалност „Право“ в Софийския университет „Св. Климент Охридски“. От 1992 до 1995 г. е младши съдия и районен съдия в Окръжния и Районния съд – Пазарджик. От 1995 до 2007 г. работи като адвокат.

### Политическа дейност
На местните избори през 2007 г. е кандидат за кмет на община Пазарджик, издигнат от инициативен комитет. На проведения първи тур се нарежда втори, като получава 12 968 гласа (или 27,02%) и се явява на балотаж с Иван Евстатиев от БСП с 15 639 гласа (или 32,58%). Печели на втори тур с 22 976 гласа (или 52,63%).
На местните избори през 2011 г. е избран на първия тур за кмет на община Пазарджик, издигнат от инициативен комитет, получавайки 35 180 гласа (или 69,01%), втори след него е Румен Петков от БСП с 6742 гласа (или 13,22%).
На местните избори през 2015 г. е кандидат за кмет на община Пазарджик, издигнат от инициативен комитет. На проведения първи тур той получава 19 366 гласа (или 44,34%) и се явява на балотаж с втория след него Найден Шопов от ГЕРБ със 7413 гласа (или 16,97%). Печели на втория тур с 20 196 гласа (или 58,98%).
На местните избори през 2019 г. е кандидат за кмет на община Пазарджик, издигнат от местна коалиция „Новото време“. На проведения първи тур той получава 18 568 гласа (или 44,72%) и се явява на балотаж с втория след него Благо Солов от местната коалиция „БСП за България“ (Земеделски народен съюз, Партия на зелените, Социалдемократическа партия, НФСБ, Движение за радикална промяна „Българската пролет“) със 7849 гласа (или 18,90%). Печели на втория тур със 17 169 гласа (или 56,11%).